# Національний парк Монтаньяс-ду-Тумукумакі
Національний парк Монтаньяс-ду-Тумукумакі (порт. Parque Nacional Montanhas do Tumucumaque) — національний парк в штатах Амапа і Пара (муніципалітети Алмейрін, Амапа, Калсуені, Ферейра-Гомес, Ларанжал-ду-Жарі, Ояпокі, Педра-Бранка-ду-Амапарі, Пракууба і Серра-ду-Навіу) у Північному регіоні Бразилії.

## Географія
Національний парк Монтаньяс-ду-Тумукумакі розташований на території Амазонського дощового лісу. Межує на півночі з Французькою Гвіаною і Суринамом.
З площею 3 846 429.40 га (38 464 км², що трохи менше, ніж Швейцарія) Національний парк Монтаньяс-ду-Тумукумакі є найбільшим національним парком Бразилії й найбільшим у світі національним парком у тропічному лісі. Разом з суміжним національним парком Гвіанська Амазонія у Французькій Гвіані займає площу 59 000 км².
Національний парк був створений указом президента Бразилії від 22 серпня 2002 року з метою « … забезпечити збереження природних ресурсів і біологічного різноманіття, проведення наукових досліджень і розвиток освітньої діяльності, а також для відпочинку та екологічного туризму.».

## Клімат
Клімат класифікується як вологий тропічний, з середньою температурою 25 °C і кількостью опадів від 2000 до 3250 мм на рік.

## Рельєф
Національний парк включає в себе частини рівнин і низин північної Амазонки та Гвіанського плоскогір'я на півночі, а також частину гірського хребта, який дав своє ім'я парку.
У парку Монтаньяс-ду-Тумукумакі розташована найвища точка бразильського штату Амапа (Тумук-Умак, порт. Serra do Tumucumaque, 701 м).

## Флора
Національний парк Монтаньяс-ду-Тумукумакі — це незайманий тропічний ліс. Більша частина парку лежить у передгір'ї і вкрита густим лісом. Рослинність в районі гірського хребта більш бідна, з переважанням бромелієвих і кактусових. Основні родини рослин, які знайдені в цьому регіоні: Annonaceae, Bignonianceae, Bombacaceae, Lecythidaceae, Combretaceae, Meliaceae, Sterculiaceae, Vochysiaceae, молочайні, шовковицеві, лаврові, сапотові, бобові, анакардієві, маренові, сапіндові і пальмові.
На півночі центральної частини парку ростуть великі дерева, у тому числі Manilkara, Schefflera morototoni, Vouacapoua americana, Eschweilera coriacea, Schizolobium parahyba, Pouteria caimito, Couratari tauari.

## Фауна
Монтаньяс-ду-Тумукумакі має різноманітну фауну, починаючи від великих хижаків, таких як ягуар і пума, до різнокольорових колібрі, таких як Topaza pella. У національному парку також зустрічається такий цікаві птахи як Deconychura. Примати представлені такими родами, як Saimiri, Sapajus, Chiropotes, ревун і коата.